# شورية منجلية
شورية منجلية (الاسم العلمي:Shorea falcata) هي نوع من النباتات تتبع جنس الشورية من فصيلة مجنحية الثمر.